# Amblyomma transversale
Amblyomma nuttalli (лат.) — вид клещей из семейства иксодовых (Ixodidae).

## Распространение
Ареал клеща А. transversale охватывает Африку к югу от Сахары, найден в следующих странах: Сенегал, Гвинея, Кот-д'Ивуар, Камерун, Республика Конго, Уганда, Танзания, Мозамбик и Южноафриканская республика.
С партией рептилии из Африки (Гана), пять особей А. transversale были завезены с королевскими питонами (Python regius), которые были предназначены для продажи частным заводчикам.

## Экология
A. transversale питаются в основном на удавообразных (Boidae), наиболее часто на питонах (Pythonidae). Парнокопытные, в частности африканские буйволы и антилопы (Bovidae) считаются случайными хозяевами для А. transversale.